# 7 Dywizjon Taborów

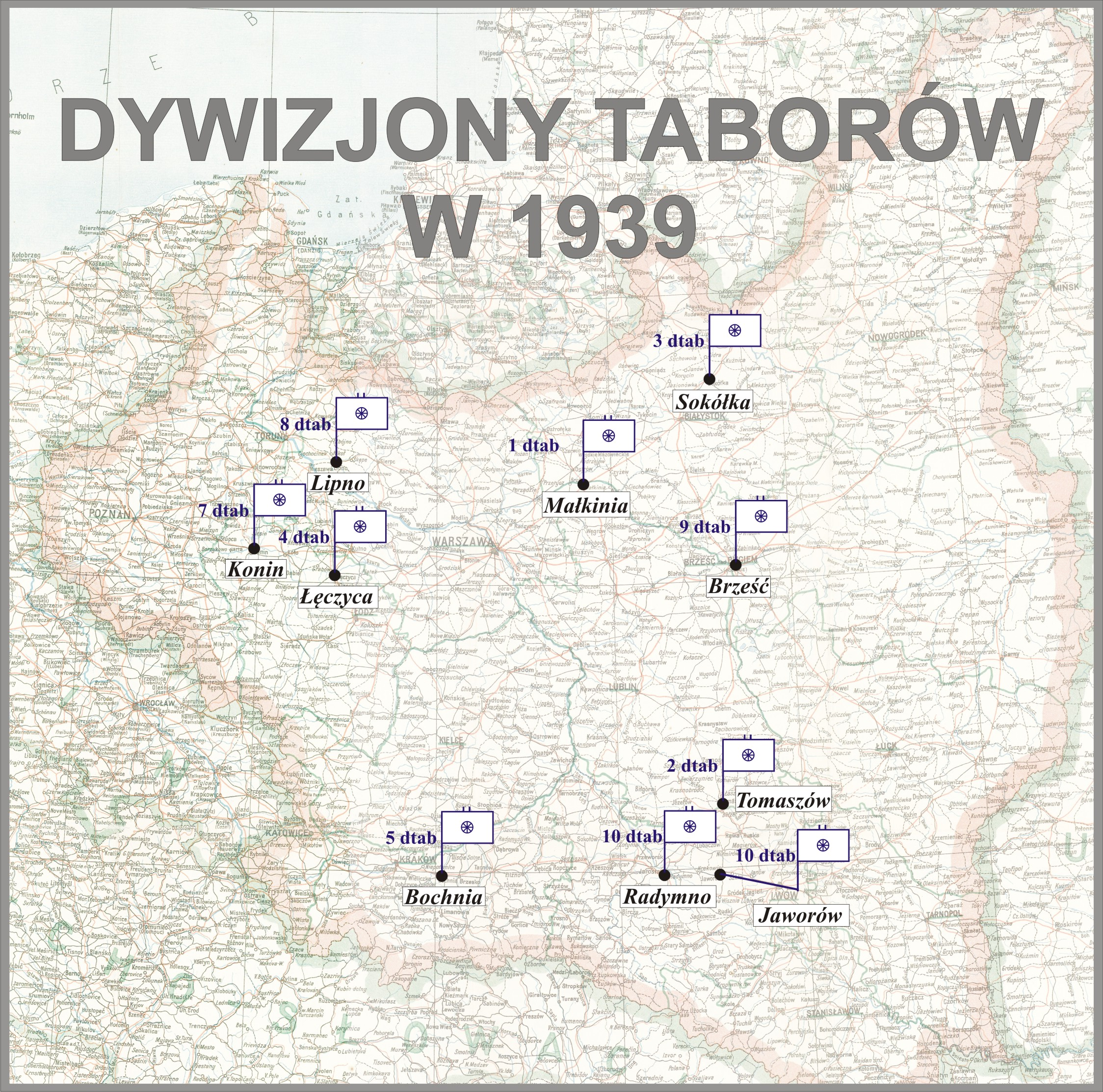
Polskie dywizjony taborów w 1939

7 Dywizjon Taborów – oddział taborów Wojska Polskiego w II Rzeczypospolitej.
W okresie swojego istnienia jednostka przechodziła kilkakrotnie reorganizację. W 1923 dywizjon stacjonował w Poznaniu, a w 1939 kadra 7 dywizjonu taborów stacjonowała w Koninie.

## Forowanie i zmiany organizacyjne
W 1923 dywizjon podlegał  Dowództwu Okręgu Korpusu Nr VII i stacjonował w Poznaniu. Dowódca dywizjonu pełnił jednocześnie funkcję szefa taborów Okręgu Korpusu Nr VII.
1 października 1925, w związku z reorganizacją wojsk taborowych, dywizjon został przeformowany w 7 szwadron taborów. Jednocześnie zostało utworzone Szefostwo Taborów Dowództwa Okręgu Korpusu Nr VII. W lipcu 1926, „w związku z redukcją stanów liczebnych formacji taborowych (rozkaz MSWojsk. Oddz. I Szt. Gen. L. 2579/org. i rozporządzenie wykonawcze Dep. II L. 1600/tab. tjn.)” szwadron został skadrowany.
12 września 1930 roku została wydana „Organizacja taborów na stopie pokojowej. Przepisy służbowe”, a 18 września 1930 roku został wydany rozkaz o wprowadzeniu w życie organizacji formacji taborowych. 7 szwadron taborów został przeformowany w kadrę 7 dywizjonu taborów.
W 1939 kadra 7 dywizjonu taborów stacjonowała w Koninie.

## Struktura organizacyjna
Organizacja dywizjonu w 1923
- dowództwo dywizjonu
- cztery lub pięć szwadronów taborowych[b]
- skład i warsztat taborowy
- kadra szwadronu zapasowego
- kadra Okręgowego Szpitala Koni nr VII w Poznaniu[8]
- kolumny przewozowe

## Obsada personalna
Dowódcy dywizjonu i szwadronu oraz komendanci kadry
- mjr tab. Jerzy Chrzanowski (IX 1922[9][10][11] – VII 1926 → szef Szefostwa Taborów DOK VII[12])
- mjr tab. Józef II Brzeski (od VII 1926[12])
- rtm. tab. Leon Staniek (III 1928[13][14] – IV 1929 → kierownik referatu taborów w Szefostwie Intendentury i Taborów OK VII[15])
- kpt. tab. Jan Mach (VI[16] – X 1930[17])
- rtm. tab. Leon Staniek (X 1930[17][18] – VIII 1932 → instruktor-wykładowca w 5 dtab[19])
- rtm. / mjr tab. Jan Mach (od VIII 1932[20])
- mjr Zygmunt Leon Stróżyna (był III 1939)

Zastępcy dowódcy dywizjonu
- mjr tab. Jerzy Chrzanowski (do IX 1922 → p.o. dowódcy dyonu[21])
- kpt. tab. Tadeusz Kołaczyński (p.o. 1923[9] – 1924[10] → Szefostwo Taborów DOK VII)

Komendanci Kadry Szwadronu Zapasowego
- kpt. / mjr tab. Józef II Brzeski (1923[9][10] – 1 X 1925 → kwatermistrz szwadronu[11])

Kwatermistrzowie szwadronu
- mjr tab. Józef II Brzeski (1 X 1925 – VII 1926 → dowódca szwadronu)
- kpt. tab. Jan Mach (VII 1926[12][14] – 1 IV 1929 → kierownik referatu w Departamencie Intendentury MSWojsk[15])
- rtm. tab. Stefan Suchorzewski (1 IV[15] – †11 IX 1929 Poznań[22])

Obsada personalna kadry 7 dywizjonu taborów w marcu 1939 roku
- komendant kadry – mjr Zygmunt Leon Stróżyna
- oficer mobilizacyjny – kpt. Cezary Seweryn Pągowski
- oficer administracyjno-materiałowy – vacat

### Żołnierze dywizjonu – ofiary zbrodni katyńskiej
Biogramy zamordowanych znajdują się na stronie internetowej Muzeum Katyńskiego
| Nazwisko i imię       | stopień              | zawód          | miejsce pracy przed mobilizacją | zamordowany |
| --------------------- | -------------------- | -------------- | ------------------------------- | ----------- |
| Pończa Jan            | porucznik rezerwy    |                |                                 | Katyń       |
| Rudnicki Zygmunt      | podporucznik rezerwy | prawnik        |                                 | Katyń       |
| Lebedyński Franciszek | porucznik            | artysta malarz |                                 | Charków     |